# EuroBillTracker
 (novembre 2022).
Si vous disposez d'ouvrages ou d'articles de référence ou si vous connaissez des sites web de qualité traitant du thème abordé ici, merci de compléter l'article en donnant les références utiles à sa vérifiabilité et en les liant à la section « Notes et références ».
EuroBillTracker (ou EBT) est un site web international conçu pour suivre les billets de banque en euro. Il s'est inspiré des sites Where's George? qui suit les dollars américains et Canadian Money Tracker qui suit les dollars canadiens.

## Fonctionnement
Le site EuroBillTracker est une initiative internationale sans but lucratif et bénévole. Reprenant le principe du site américain Where's George?, son objectif est le suivi des billets émis par la Banque centrale européenne (BCE). Le suivi de ces billets permet d'obtenir des statistiques sur leur diffusion. 

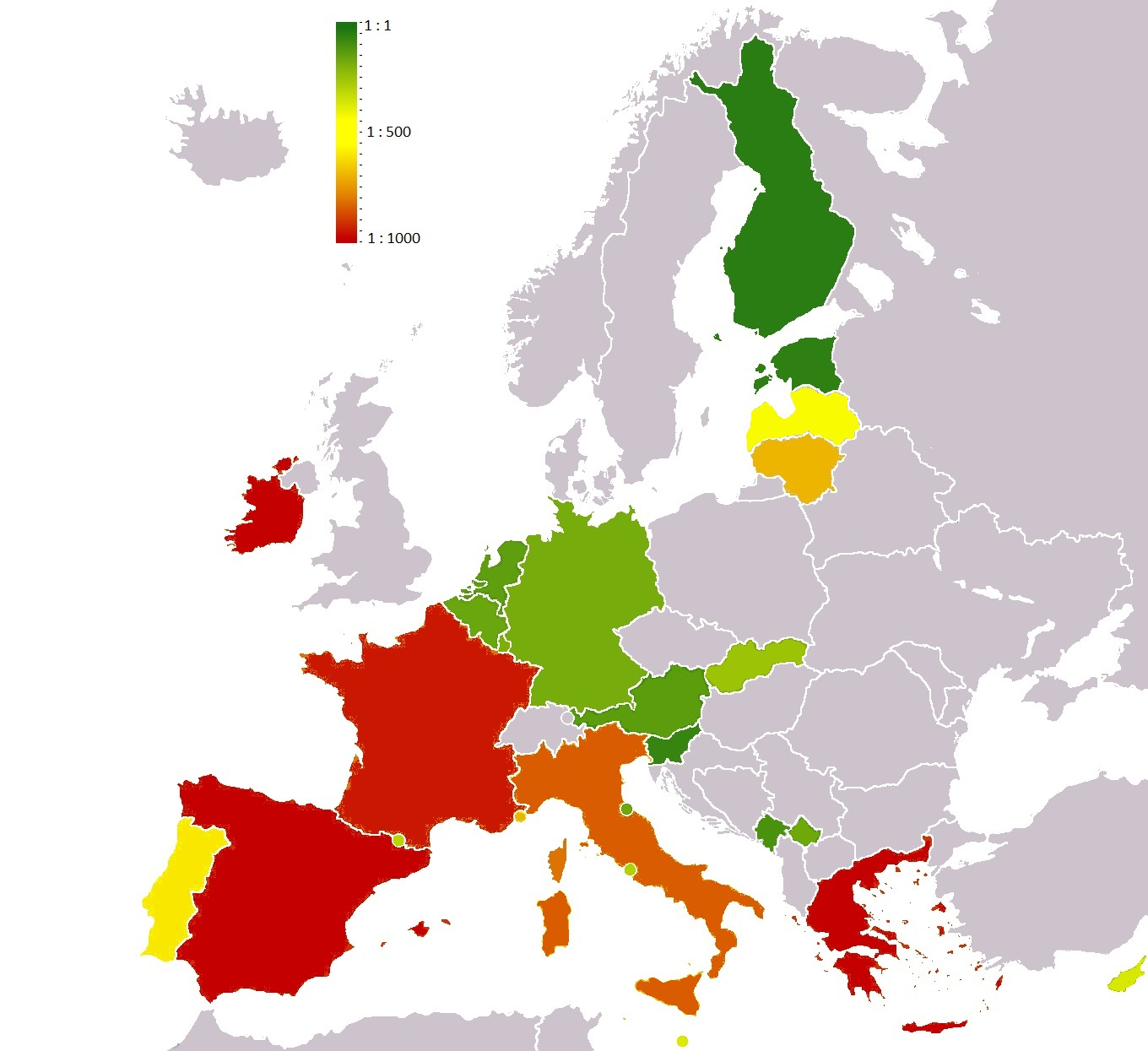
Ratio de «hits» sur EuroBillTracker en 2011, pour les pays utilisant l'euro, les pays enregistrant le plus de billets ont aussi le plus de chance d'enregistrer plusieurs fois le même billet et sont en vert sur la carte

Lors de sa participation au site, chaque utilisateur enregistre les informations (numéro de série et code court) inscrites sur le billet, ainsi que le lieu où il l'a obtenu (et optionnellement des détails concernant le lieu précis, les circonstances, ou même l'état du billet). Si le billet a déjà été enregistré, les précédents détenteurs du billet reçoivent une notification par courriel et un rapport de diffusion est accessible sur le site. Cela est appelé un « hit » ; si le billet n'a pas été enregistré, il est simplement ajouté à la base de données du site, en attente d'être enregistré à nouveau dans le futur.
Le site EuroBillTracker est disponible dans dix-neuf langues européennes et en espéranto.

### Autres services
Le site EuroBillTracker publie des statistiques sur la diffusion des billets dans la zone euro mais aussi à travers le monde entier (même si ceci est plus rare).

## Historique
Créé le 1er janvier 2002 par Philippe Girolami, et rejoint mi-2003 par Anssi Johansson, le site suit les billets en euro mis en circulation depuis cette date. La gestion et la traduction du site en plusieurs langues sont assurées par un groupe actif d'utilisateurs.
EuroBillTracker est une initiative indépendante des instances publiques ou commerciales européennes.
Depuis 2008 EuroBillTracker est géré par une association à but non lucratif, l'Association des Eurobilltrackers (A2E).
Quelques chiffres :
Cette section ne s'appuie pas, ou pas assez, sur des sources secondaires ou tertiaires indépendantes du sujet.

Pour l'améliorer, ajoutez-en, ou placez des modèles {{Source secondaire souhaitée}} ou {{Source secondaire nécessaire}} sur les passages mal sourcés. (novembre 2022)
- En 2023, EBT compte plus de 200 000 utilisateurs[5].
- Plus d'1,2 million de billets sont enregistrés chaque mois.
- Le chiffre de 10 millions de billets enregistrés sur le site a été atteint le 13 septembre 2005.
- Le chiffre de 20 millions de billets enregistrés sur le site a été atteint le 25 août 2006.
- Le chiffre de 30 millions de billets enregistrés sur le site a été atteint le 1er juin 2007.
- Le chiffre de 40 millions de billets enregistrés sur le site a été atteint le 18 janvier 2008.
- Le chiffre de 50 millions de billets enregistrés sur le site a été atteint le 18 septembre 2008.
- Le chiffre de 60 millions de billets enregistrés sur le site a été atteint en avril 2009.
- Le chiffre de 70 millions de billets enregistrés sur le site a été atteint le 21 novembre 2009.
- Le chiffre de 80 millions de billets enregistrés sur le site a été atteint en 2010.
- Le chiffre de 90 millions de billets enregistrés sur le site a été atteint en mai 2011.
- Le nombre de 100 millions de billets enregistrés a été atteint le 11 janvier 2012.

Le hit ratio pour la France est de 1 pour 838 billets.
La Finlande possède le meilleur ratio avec 1 hit pour 59 billets. (données février 2012).
Des billets en euros ont été trouvés dans la majorité des pays du monde et la plupart des pays francophones ont leur passionné 
Le 14 août 2008, un utilisateur belge, portant le pseudo « KBC Eernegem » a enregistré un billet de 50 euros qui a permis de franchir la barre collective du milliard d’euros enregistrés sur le site. Pour célébrer cet évènement, l’heureux vainqueur se verra remettre le lot convoité d’un milliard de dollars... zimbabwéens (1 000 000 000 ZWN), ce qui valait bien moins qu'un centime d'euro.
Le 11 janvier 2012, le 100 millionième billet a été enregistré par un utilisateur allemand ayant le pseudo « Larssss ». La compétition fut très serrée, puisqu'il y eut 824 billets encodés en plus ou moins 30 secondes afin d'atteindre ce cap symbolique.

## Communauté
Il existe aussi une communauté EuroBillTracker, qui organise des rencontres régulières.
| Année | Hiver                        | Été                 |
| ----- | ---------------------------- | ------------------- |
| 2004  |                              | Bruxelles           |
| 2005  |                              | Helsinki            |
| 2006  |                              | Amsterdam           |
| 2007  |                              | Berlin              |
| 2008  |                              | Ljubljana           |
| 2009  | Bologne et Ferrare           | Vienne              |
| 2010  | Malte                        | Florence et Prato   |
| 2011  | Kalkar                       | Barcelone           |
| 2012  | Francfort-sur-le-Main et BCE | Munich              |
| 2013  | Rouen                        | Rotterdam           |
| 2014  | Lisbonne                     | Turku               |
| 2015  | Larnaka                      | Bruxelles et Anvers |
| 2016  | Dublin                       | Sliema              |
| 2017  |                              | Helsinki            |
| 2018  | Murcie                       | Vilnius             |
| 2019  | Munich                       | Lille               |
| 2020  | Luxembourg                   |                     |

## Autres sites
Il existe aussi d'autres sites qui suivent les billets et leur utilisation : EuroTracer.net, FollowmyEuro.com et MyEuroNote.com . Les sites FollowMyEuro.com et MyEuroNote.com ont aujourd'hui disparus.